# Confine tra Mozambico e Tanzania
Il confine tra il Mozambico e la Tanzania ha una lunghezza di 840 km e va dall'Oceano Indiano a est fino al triplice confine con il Malawi a ovest.

## Descrizione
Il confine inizia sull'Oceano Indiano, alla foce del fiume Ruvuma che lo delimita per gran parte del tracciato fino a raggiungere il fiume Messinge. Dalla confluenza tra i due fiumi il confine prosegue per brevi tratti tramite altri corsi d'acqua per poi essere delimitato attraverso una linea quasi retta che percorre un'area montuosa fino alla riva del Lago Malawi. Il tracciato termina al triplice confine con il Malawi che è oggetto di disputa.
Il confine separa le province mozambicane di Niassa e di Cabo Delgado dalle regioni tanzaniane di Ruvuma e Mtwara.

## Storia

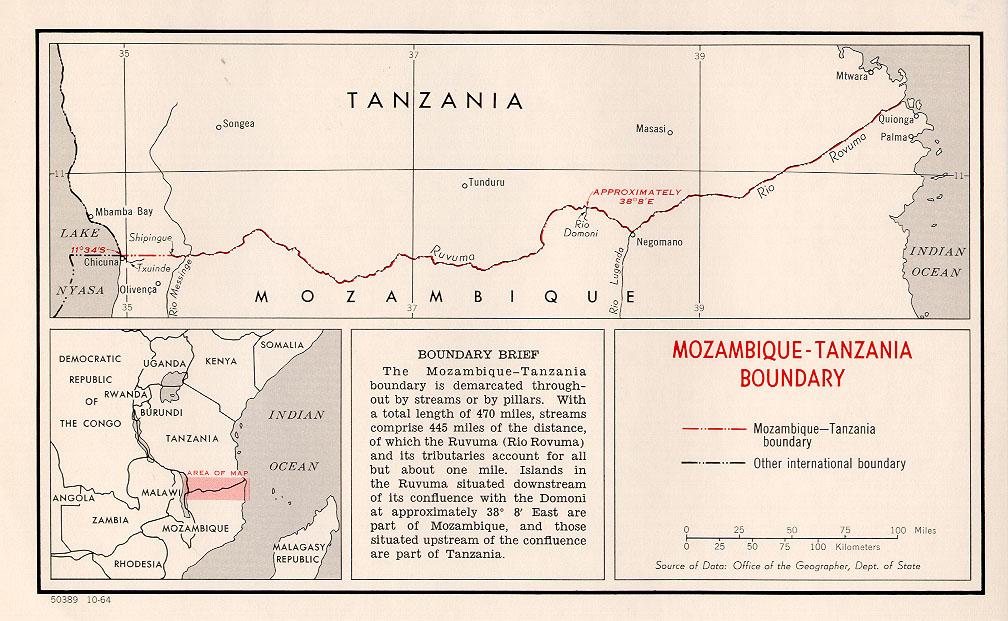
Mappa del confine tra Mozambico e Tanzania

Il confine emerse durante il periodo coloniale quando Portogallo e Germania stabilirono le proprie sfere d'influenza nell'Africa orientale.
Un primo trattato tedesco-portoghese firmato a Lisbona il 30 dicembre 1886 stabilì un confine tra l'Oceano Indiano e il lago Malawi. Successivamente altri trattati delimitarono il confine in modo più dettagliato e nel 1907 il confine venne leggermente modificato più a ovest e demarcato da pilastri.
Nel 1894 il Portogallo attraverso uno scambio di note cedette alla Germania il cosiddetto triangolo di Kionga, un'area di circa 1.000 km² immediatamente a sud della foce del Ruvuma. Dopo la prima guerra mondiale, i tedeschi rinunciarono ai loro possedimenti coloniali e una decisione del Consiglio supremo della Società delle Nazioni del 6 maggio 1919 ripristinò l'appartenenza portoghese del triangolo di Kionga stabilendo nuovamente il corso del fiume Ruvuma come confine tra i due paesi.
Il Tanganica divenne un mandato britannico e tra il 1936 e il 1937 uno scambio di note tra Portogallo e Regno Unito determinò la sovranità portoghese delle isole del fiume Ruvuma.
Il Tanganica acquisì l'indipendenza come repubblica il 21 dicembre 1961. La Repubblica Unita di Tanzania si formò nel 1964 con la fusione di Tanganica e Zanzibar. Il Mozambico ottenne l'indipendenza nel 1975.

## Disputa territoriale
Il triplice confine tra Malawi, Tanzania e Mozambico è oggetto di disputa territoriale. ll Malawi reclama la giurisdizione sull'intero specchio d'acqua del lago, fino sotto la costa tanzaniana, mentre la Tanzania sostiene che il confine con il Malawi debba correre lungo la linea mediana del lago.

## Attraversamento del confine
Il principale attraversamento al confine tra Mozambico e Tanzania è tramite il Ponte dell'Unità, sul fiume Ruvuma a Negomano, inaugurato nel 2010.